# 10 kilomètres féminin aux Jeux olympiques d'été de 2012
Pour un article plus général, voir Natation aux Jeux olympiques d'été de 2012.
Navigation
Pékin 2008 Rio de Janeiro 2016
L'épreuve de 10 km femmes des Jeux olympiques d'été de 2012 a lieu le 9 août dans la Serpentine dans Hyde Park à Londres.

## Qualification
Pour participer à cette épreuve, il fallait être soit dans les dix premières de l'épreuve féminine de 10 km aux Championnats du monde de natation 2011 soit dans les neuf premières de l'épreuve qualificative FINA de Marathon de Natation 2012 pour les Jeux olympiques. Aussi, une représentante de chaque continent soit 5 nageuses sont qualifiées en fonction de leur classement lors de cette épreuve. Enfin, une représentante du pays hôte (Grande-Bretagne) est qualifiée si elle ne s'est pas qualifiée par d'autres moyens.

## Médaillées
| Or                | Argent               | Bronze                 |
| Éva Risztov (HUN) | Haley Anderson (USA) | Martina Grimaldi (ITA) |

## Résultats

### Finale (9 août, 12 h 00)
| Rang                                | Nageur                  | Pays               | Temps             | Retard        | Notes         |
| ----------------------------------- | ----------------------- | ------------------ | ----------------- | ------------- | ------------- |
| Médaille d'or, Jeux olympiques      | Éva Risztov             | Hongrie            | 1 h 57 min 38 s 2 |               |               |
| Médaille d'argent, Jeux olympiques  | Haley Anderson          | États-Unis         | 1 h 57 min 38 s 6 | +0.4          | Avertissement |
| Médaille de bronze, Jeux olympiques | Martina Grimaldi        | Italie             | 1 h 57 min 41 s 8 | +3.6          |               |
| 4                                   | Keri-Anne Payne         | Grande-Bretagne    | 1 h 57 min 42 s 2 | +4.0          |               |
| 5                                   | Angela Maurer           | Allemagne          | 1 h 57 min 52 s 8 | +14.6         | Avertissement |
| 6                                   | Ophélie Aspord          | France             | 1 h 58 min 43 s 1 | +1 min 04 s 9 |               |
| 7                                   | Olga Beresnyeva         | Ukraine            | 1 h 58 min 44 s 4 | +1 min 06 s 2 |               |
| 8                                   | Erika Villaécija García | Espagne            | 1 h 58 min 49 s 5 | +1 min 11 s 3 |               |
| 9                                   | Jana Pechanová          | République tchèque | 1 h 58 min 52 s 8 | +1 min 14 s 6 |               |
| 10                                  | Anna Guseva             | Russie             | 1 h 58 min 53 s 0 | +1 min 14 s 8 |               |
| 11                                  | Melissa Gorman          | Australie          | 1 h 58 min 53 s 1 | +1 min 14 s 9 | Avertissement |
| 12                                  | Karla Šitić             | Croatie            | 1 h 58 min 54 s 7 | +1 min 16 s 5 |               |
| 13                                  | Yumi Kida               | Japon              | 1 h 58 min 59 s 1 | +1 min 20 s 9 | Avertissement |
| 14                                  | Yanel Pinto             | Venezuela          | 1 h 59 min 05 s 8 | +1 min 27 s 6 |               |
| 15                                  | Natalia Charlos         | Pologne            | 1 h 59 min 58 s 7 | +2 min 20 s 5 | Avertissement |
| 16                                  | Heidi Gan               | Malaisie           | 2 h 00 min 45 s 0 | +3 min 06 s 8 |               |
| 17                                  | Cecilia Biagioli        | Argentine          | 2 h 01 min 02 s 2 | +3 min 24 s 0 |               |
| 18                                  | Zsofia Balazs           | Canada             | 2 h 01 min 17 s 8 | +3 min 39 s 6 |               |
| 19                                  | Swann Oberson           | Suisse             | 2 h 01 min 38 s 0 | +3 min 59 s 8 |               |
| 20                                  | Tang Wing Yung          | Hong Kong          | 2 h 02 min 33 s 4 | +4 min 55 s 2 |               |
| 21                                  | Lizeth Rueda            | Mexique            | 2 h 02 min 46 s 1 | +5 min 07 s 9 |               |
| 22                                  | Marianna Lymperta       | Grèce              | 2 h 04 min 26 s 5 | +6 min 48 s 3 |               |
| –                                   | Poliana Okimoto         | Brésil             | DNF               | DNF           | DNF           |
| –                                   | Jessica Roux            | Afrique du Sud     | DNF               | DNF           | DNF           |
| –                                   | Fang Yanqiao            | Chine              | DNF               | DNF           | DNF           |